# 逸見政孝
逸見 政孝（いつみ まさたか、1945年〈昭和20年〉2月16日 - 1993年〈平成5年〉12月25日）は、日本のフリーアナウンサー、テレビ司会者、タレント。
元フジテレビアナウンサー。フジテレビ退社後は、三木プロダクションと業務提携する個人事務所「オフィスいっつみい（逸見の死後オフィスいつみに名称変更）」に所属していた。大阪府大阪市阿倍野区出身。
妻はエッセイストで所属事務所社長だった逸見晴恵。長男はタレントの逸見太郎、長女は元女優の逸見愛。

## 生涯
父親は広島県尾道市の出身で旧姓は毛利、菓子問屋を営んでいた逸見家に養子として入った。父親は長く福徳相互銀行（現：関西みらい銀行）に勤務した。母親は大阪の出身。
子どもの頃から映画鑑賞が趣味で、特にチャップリンと黒澤明の作品はすべて観たという。「この2人に関しては映画評論家の方たちと話してもなんとかなる」と自信を持っていた。
逸見が挙げた日本映画の最高傑作も黒澤の『生きる』だった。フジテレビに入社して間もない頃は、映画番組を担当している先輩アナウンサーのところに映画の試写会の案内が多く届くのを見て「自分もああなりたい」と思っていたという。後年、映画賞の審査員にも起用され、それがきっかけで逸見にも映画試写会の招待状が届くようになって希望は果たされた。
大阪市立阪南小学校、大阪市立阪南中学校を経て、大阪府立阿倍野高等学校に入学。野球好きが高じて硬式野球部に入部したが、家計が苦しくユニフォームが買えなかったことやリトルリーグの経験がなかったことからマネージャーを志願し、辣腕を振るう。マネージャーの仕事が暇になると、放送部をはじめ様々な部活動を掛け持ちしていた。関西学院大学の受験に失敗した際、当時付き合っていた女性にふられてしまい「見返してやりたい」という気持ちがあったことと、文化祭の司会や放送部の経験から「自分にもできそうで高収入の仕事」という理由で在京テレビ局のアナウンサーを志す。早稲田大学に進学したのも、アナウンサーになるのに最も有利な大学という判断からだった。逸見の大学時代は学生運動の盛んな時期だったが、就職に向けた準備に追われて目もくれなかったという。
1年間の浪人生活を経て、早稲田大学第一文学部演劇学科に入学。大学ではアナウンス研究会に所属。大阪出身であったためそれまでは大阪方言を話していたが、標準語のアクセントを徹底的に覚えた。ラジオとテープレコーダーを購入し、ラジオでアナウンサーの声を聞き、テープレコーダーで新聞記事を読む自分の声を録音。アクセント辞典を見ながら録音した自分の声を聞き、間違ったアクセントで発音した語句はペンでマーク。また、その語句を黒板に書き、覚えるまで消さないようにした。さらに、日常でも標準語で話すようにした。こうした努力が実り、フジテレビのアナウンサー試験では試験官から出身地を確かめられたという程の実力で、フジテレビ入社後には、毎年の新社員研修にて「当社にはアクセント辞典を食べた特異体質の男がいる」と語られるようになる。逸見は自著で「大学時代、（第2外国語で必要だった）フランス語辞典は真っ白だったが、アクセント辞典は真っ黒だった」と語っている。父親に「アナウンサーになりたい」と告げると「お前のやりたいようにやれや」と認められた。大学時代は早稲田祭で司会を務めた。
大阪弁を完全に矯正して専ら標準語で話していた一方で、言葉以外では関西出身者としての誇りを持ち続けた。当時、大阪から東京に進出したばかりで、全国的には無名だったお笑いコンビのダウンタウンなどの若手タレントを可愛がり、プロ野球は当時低迷が続いていた阪神タイガースを生涯変わらず愛し続けた。関東での阪神の試合には、家族で頻繁に応援に訪れていた。父親・政孝・息子の太郎と親子3代続く阪神ファンだと著書で公言している。

### フジテレビ時代
早稲田大学の同期で友人でもあった松倉悦郎とともにフジテレビのアナウンサー試験を突破し、大学卒業後の1968年4月、フジテレビに入社。同期入社にはアナウンサーでは松倉、山川建夫、小林節子、竹下典子、山根佳代子、他職では坂井義則、須賀勝彌がいる。
最終面接の際、当時のフジテレビ社長だった鹿内信隆が「早稲田の文学部から2人受けているか。君、どちらか1人しか受からないとなったらどうするかね?」という質問をした。質問に困り果てた逸見はとっさに「そ、それは困ります」と答え、その場にいた重役たちは笑みを浮かべた。逸見は、「松倉にも同じ質問をして松倉も同じように答えたのだな」と思ったという。この言葉が最終的に2人そろっての採用の決め手になったと言われる。なお、1967年7月3日午後5時というフジテレビの入社試験の合格発表の日時を、逸見は終生覚えていたという。また、並行して高校の先輩の乾浩明がいた地元・大阪の朝日放送の入社試験も受けてカメラテストまで通過していたが、フジテレビの内定を得たため辞退した。
若手時代の逸見は、「暗い」「つまらない」「売れないだろう」という否定的な見方が大勢であったが、大橋巨泉は「わかんないぞ。逸見が突然、人気アナウンサーになるかもしれない」と後年の活躍を予見していたという。若手時代組合運動に熱心だった時期があり、先輩アナの岩佐徹等も声をかけ、岩佐が断ると一時期逸見との関係が気まずくなった時期があるという。
当初はスポーツアナウンサーとして活躍し、輪島功一の世界タイトルマッチの実況を中心にプロボクシング中継を担当。ボクサーより先に倒れるのではないかと思われる程の絶叫調の実況で頭角を現した。ボクシング以外にもバレーボールの実況中継も担当しており、全国高等学校バレーボール選抜優勝大会や日本バレーボールリーグの中継でもマイクロフォンサイドに立っている。ただし自著によると、練習当初はバレーボールの六人制と九人制とのルールの違いも知らなかったという。
スポーツ中継と並行して、ワイドショー『3時のあなた』のサブ司会者としても活躍した。また、フジテレビが制作に関わっていたテレビドラマ『金メダルへのターン!』や、特撮テレビ映画『ミラーマン』にもアナウンサー役で出演している。
その後は報道番組へ転属し、1976年に『FNNテレビ土曜・日曜夕刊』で週末のニュースを担当したことを皮切りに、1978年平日放送の『FNNニュースレポート6:30』（関東ローカル番組）のキャスターとなった。当時のニュース番組のキャスターに逸見の年代で起用されるのは珍しかった。それから2年余りが経過した頃、TBSで同時間帯に放送されていた『テレポート6』を見て感銘を受けた事から、アナウンス研究会の先輩でもあり、当時同番組のキャスターであったTBSアナウンサーの山本文郎に直接電話をかけ、どのようにすれば質の高いニュース番組になるのかを尋ねた。山本からは「できるだけ現場へ行くように」と指導を受けた。その後、逸見は共演の田丸美寿々とともに、様々な現場へ取材に出向く。取材範囲は原則的に関東地方に限られたが、時折それ以外の地域へ赴いたこともあり、山口組三代目田岡一雄組長狙撃犯の死体が発見された際には、神戸の山口組本部に突撃取材を行ったこともある。
1980年頃から、自宅新築のために結婚式の司会などの副業を始めた。知名度が上がるのに伴って副収入も増え、フジテレビを退社する頃には給料の倍以上の額を稼ぐ程になっていた。このため、20年返済で組んだ住宅ローンもわずか6年で完済。一方で、副収入が増えたことで追徴課税がなされるようになっていた。逸見がこのことを知人に相談したところ「必要経費が認められるから独立するのが一番良い」と返答された。それまで「フリーには絶対ならない」と公言していた逸見は、「管理職昇進でアナウンスの現場から離れたくない」という気持ちもあり、方針を転換し、独立を検討する契機となった。
1984年4月にワシントン支局長になった山川千秋の後任として『FNNニュースレポート6:00』のキャスターに就任し、同年10月に後番組としてスタートした『FNNスーパータイム』の初代メインキャスターも引き続き担当。幸田シャーミンとのコンビで人気を博す。また、1985年4月から開始した『スーパータイム』の前時間帯の生放送番組『夕やけニャンニャン』に設けられていた同番組の予告コーナーに、放送曜日である月曜から金曜まで毎日に渡って出演したが、片岡鶴太郎やとんねるずとの当意即妙なやりとりが視聴者の注目を集め、これが逸見の転機となった。当時までのニュースキャスターといえば堅物で真面目一直線といった人間が就く職業というイメージしかなく、当時の逸見の外見も「七三分け」に「黒縁メガネ」と、その例に漏れなかったが、ひょうきんなキャラクター、そのギャグセンスの高さとのギャップが若年層の視聴者に意外性をもって受け入れられた。そして、番組開始からおよそ1か月後、「逸見のことを知りたい」という十代の視聴者からの投書が番組に舞い込むようになり、それに応えるかたちで別コーナーにもゲスト出演する。逸見の番組内人気は過熱の様相を呈していて、鶴太郎から「ブロマイドは出さないんですか?」とアイドル的人気にひっかけたギャグを振られるなどして大いに盛り上がるが、早速翌日にはマルベル堂から本当にブロマイド発行のオファーが舞い込み、フジテレビと逸見は驚きながらも受諾。テレビアナウンサーのブロマイド製作は史上初の出来事であったが、何の変哲もない中年男性の外見であった逸見の心配をよそに瞬く間に大ヒットし、売れ筋商品となった。その後も『夕やけニャンニャン』と『スーパータイム』の視聴率が上がるに連れ、逸見の人気も急上昇し、1年間で170社もの取材を受け、著書やレコードも立て続けに出していくようになる。
1985年8月12日、『スーパータイム』の担当を先輩の露木茂に任せ、夏休みを取って一家全員で大阪へ帰省した。この時、羽田発伊丹行日本航空123便への搭乗を希望していたが、すでに満席で予約できなかった。その後、晴恵が実母に帰省の件を話すと「もし事故でも起きたらどうするんだい」と言われ、この一言に重みを感じて「4人なら新幹線の方が安い」と提案し、直前に東海道新幹線に変更したため、墜落事故の難を逃れた。逸見は団欒の際にテレビで事故の第一報を知り、すぐさま報道局に電話を入れたが「とりあえずいいよ」と返答された。もっとも、電話した時点で交通手段が乏しく、当日中に東京に戻れる目途が立たなかったため、すっぱり諦めて『FNN報道特別番組』を見守ることにした。「翌日の一番で帰京しても、ニュースのクライマックス、いちばんおいしいところだけをいただくために帰るようなものだ。もし自分が逆の立場だったら、替わろうと言われても、マイクにしがみついて離さないだろう」と考え、翌13日も帰京せず、予定通り家族で京都見物に出かけた。フジテレビのクルーがいち早く伝えた事故の奇跡的な救出劇は、京都駅前で配られた号外を受け取って知った。この時の露木の仕事ぶりに逸見はいたく感銘し、「徹夜体制だったこの時、原稿なしでニュース画面だけを見ながら何時間も話し続けられるアナウンサーは、業界広しといえども露木しかいないだろう。その手腕を遺憾なく発揮した見事な報道、キャスターぶりを民放一のアナウンサーだ」と、後に著書で絶賛した（事実、露木はこの一件で日本新聞協会賞を受賞した）。
人気の高まりを受け、1986年には映画『コミック雑誌なんかいらない!』にも出演。奇しくも、日本航空123便の機影が羽田のレーダーから消えたと臨時ニュースで報じるアナウンサー役であった。
また、バラエティ番組への出演が増え、同年からそれまで21年連続で司会を務めてきた高橋圭三の勇退を受けて、『新春かくし芸大会』の司会を芳村真理とのコンビで担当、名実共にフジテレビを代表する看板アナウンサーとしての地位を確立する。また、この年にはベスト・ファーザー イエローリボン賞にも選出された。

### フリー転身後
1987年に勤続20年を迎えた逸見は、管理職に昇格したことにより、『スーパータイム』以外の番組への出演機会が徐々に減少。「生涯、一アナウンサーでありたい」との思いが強くなり、同年11月に退職願を提出。翌1988年3月末を以って、アナウンス部副部長待遇を最後にフジテレビを円満退職。三木プロダクションと業務提携を結んだ「オフィスいっつみい」を設立（社長は晴恵で、逸見は平社員。逸見の死後「株式会社オフィスいつみ」に社名変更）し、フリーへ転身。
『スーパータイム』については、コンビを組んでいた安藤優子が強く希望したことから、フリー宣言後にも1年間キャスターを続けた。テレビでは『クイズ世界はSHOW by ショーバイ!!』、『夜も一生けんめい。』、『たけし・逸見の平成教育委員会』など数多くの人気番組の司会を務め、「いっつみい（It's me）」の愛称で、視聴者から高い好感度を得た。ラジオの『オールナイトニッポン』でパーソナリティを務めたこともある。バラエティ番組の司会を担当するようになってから、「いっつみい」というニックネームがついた。本人も「司会は"いっつみい"、逸見政孝です」、「司会はいっつみい、それは私です」と自己紹介をする番組も多かった。メディアでの「ユーモア」も評価を増し、1991年には『ゆうもあ・くらぶ』主催のゆうもあ大賞が授与された。
個性がまったく異なるタモリ・ビートたけし・明石家さんまからなるBIG3を仕切ることができた稀有な司会者として、また日本を代表する司会者として知られており、前述の通りBIG3を束ねる能力を持つほぼ唯一の人物でもあったため、結果的には逸見の逝去がBIG3関連企画の失速につながった。なお、逸見は著書で「『SHOW by ショーバイ!!』と『平成教育委員会』が自分にとって一番思い入れのある仕事である」と述べている。また、BIG3との共演に関して「BIG3の仕切り役だけは絶対誰にも譲らない」と語った（実際には、1990年の『テレビ夢列島』では全コーナーをフジテレビアナウンサーが進行する方針だったことから露木が進行を担当したが、それ以外はすべて逸見が進行を担当）。また、『夜も一生けんめい。』では、音痴でありながらも精一杯に熱唱していた。
フリー転身後、間もなく司会者としての地位を確立したこともあり、パネラー・解答者として他のバラエティ番組に出演することはほとんどなかったが、例外として1993年春のTBS『オールスター感謝祭』に、『逸見のその時何が!』の代表として、また同年7月『マジカル頭脳パワー!!』にはゲスト解答者として出演している。
1991年、古舘伊知郎の姉が癌で他界。同じフリーアナウンサーであり、比較的若い年齢で兄弟を癌で亡くした悲しみを知る者として、古舘にお悔やみの手紙を送った。また、四十九日法要の際には霊前に手を合わせ、思い出話をしていったという。これをきっかけに2人は親交を持つようになり、古舘は逸見の癌での休養中、『クイズ世界はSHOW by ショーバイ!!』の店長代理として2度代理司会を担当した。2016年10月28日放送の『中居正広の金曜日のスマイルたちへ』に出演した古舘は、後述の記者会見前に逸見宅で事前に告知され、古舘は姉の死同様に逸見に対して言葉をかけられずに涙を流すことしかできなかったと明かした。記者会見をテレビで見た後、「立派でした。素晴らしかったです」と逸見に電話で励ました。
順調に仕事をこなす中、1992年11月には世田谷区奥沢の131坪の土地に12億円（当時）のイギリス風の鉄筋レンガ造3階建て7LDKの大豪邸を築きあげた。同時に大阪に居住していた両親を呼び寄せ、旧宅に住まわせた。

### 癌で入院・手術、短期間で退院
1979年、2歳年下の実弟・憲治（同志社大学の相撲部副主将で在学中は学生相撲でならした。後の横綱・輪島（日本大学）が学生横綱を決めた一番の相手だった）が胃癌の中で最も予後の悪いものであるスキルス胃癌で半年間の闘病の末、1980年3月22日に32歳の若さで他界。このことから逸見は人一倍、癌に対して気を付け、年一回の検診も欠かさず受診していた。しかし1993年1月18日、胸のみぞおちの辺りに痛みを訴え、番組で共演していた江川卓に紹介された前田外科病院（現：赤坂見附前田病院）に、年に1度の定期健診も兼ねて受診。その際、担当医から胃癌の診断が下された。突然の癌告知に、逸見夫妻は大きなショックを受けて言葉を失うほどだったが、それでも担当医は「あくまでも初期の癌ですから、手術すればすぐに完治しますよ」と笑顔で語っていた。
1週間後の1月25日に入院、前田昭二院長はじめ医師の執刀により、同年2月4日に胃の4分の3と周囲のリンパ節、腹膜の転移病巣を切除する3時間程度の手術を受けた。本人には胃の3分の2を取り除いたと伝えられたが、晴恵だけには前田院長が「ご主人の病状は、実際は初期の癌ではなかった。ギリギリの所ですべての癌細胞を取り除いたんですが、残念ながら5年先の生存率はゼロに近いでしょう」と宣告していた。実際、逸見の死後に前田外科病院は、この手術の時点ですでに癌が胃に近接する腹膜にまで転移していたことを公表している。
手術から1か月後の同年2月25日に退院。翌日には『夜も一生けんめい。』の収録で早くも仕事復帰。当初逸見は、病名を穿孔性十二指腸潰瘍と偽って公表していた。退院後も抗癌剤投薬や前田外科病院への検査通院を続け、同年春から『逸見のその時何が!』など新番組も始まったことで、逸見は再び軌道に乗り始めたかに思えた。
だが、同年5月下旬頃になるとメスを入れた手術痕の線上がケロイド状に膨れ始めた。担当医からは当初「通常、手術後に起こる症状であるから心配ない」と言われたが、その突起物が次第に大きくなり、やがて服を着る時に邪魔になるほどになっていた。逸見のスケジュールの都合ですぐには精密検査を受診せず、夏休み中の同年8月12日にその「突起物を除去する」という名目で2度目の手術を受けたが、癌はすでに腹腔全体に広がるまでに進行しており、もはや手のつけようがない状態だった。しかしながら執刀医は、逸見本人には癌の再発を一切告知しなかった。
当時の逸見は前田外科病院に全幅の信頼を置いており、またセカンド・オピニオンも一般的には定着していなかったため、晴恵や三木プロの三木治社長などから何度も周囲から別の病院での診察を勧められてもまったく聞き入れず 、加えてこの時期にはレギュラー番組を週5本も抱えており、極めて多忙な日々を送っていた。
しかし再手術にあたり、逸見が前田院長に直接「執刀をしてくれますね?」と尋ねた際、院長は笑みを浮かべながら「ちょうどその頃、僕は夏休みに入っているんだよなあ」と思わぬ返答をされ、代わりに副院長が手術する方針であることが告げられた。さらに前田院長から勧められたアメリカでの民間療法が直前で取り止めになったことから、逸見は次第に前田外科への不信感を抱き始め、晴恵や三木社長らの勧告もあって、同年9月3日にようやく東京女子医科大学病院へ『夜も一生けんめい。』（森進一、西郷輝彦のゲスト回2本録り）収録前の午前中に訪れ、この時に初めて癌の再発を宣告される。そして、羽生冨士夫教授をはじめとする医師団からは、触診の際に「何故ここまで放っておいたのですか!?」と非常に厳しい口調で叱責され、厳しい現状を告げられた。そのことを受け止めた逸見は、東京女子医科大学病院での手術を決意した。受診後の収録は予定通り行われ、共演者・スタッフも会見で事実を知ったというほど気丈な態度で仕事に臨んだ。収録を終えると自ら旧宅に向かい、両親に癌再発を報告した。

### 癌再発で再入院直前、自ら異例の告白記者会見
1993年9月6日午後3時、当時の日本テレビ麹町本社内2階の大型ホールで緊急記者会見を行い、各局のワイドショーで生中継された。冒頭のコメントでこう述べた。
この会見で、自ら進行胃癌（スキルス胃癌）であることを、初めて公の場で告白した。そして、これから癌闘病生活を送ることを述べた逸見は、記者から闘病に挑む心境を尋ねられ「自分にとって難しいことですけど、仕事を忘れるってことですね。いちばんそれが難しい事じゃないかと思いますけれどね、まぁなるべくそうして、闘いに行ってきます」と述べた。会見の最後の方では、「もう一回、いいかたちで生還しましたというふうに言えればいいなと思っています」と復帰に懸ける闘病への意気込みを語った。記者会見を終えると古巣のフジテレビアナウンス部を訪れ、挨拶や治療への覚悟、会見に至るまでのいきさつを語った。
会見をコーディネイトした小杉善信は、会見場所が日本テレビであることや、他局より先行している『ザ・ワイド』の放送時間を利用して、逸見に黙って出し抜こうと画策していた。当の逸見は、各局のワイドショーが出揃う15時ぴったりにホールに到着できるよう控室からの移動時間を事前に測って逆算し、公平に事実が発表できるようにした。会見後、小杉に「今日は数字（視聴率）取ってるね」と声をかけたといい、「視聴率のグラフを思い描きながら喋っているようで、まるで『逸見ショー』だった」と述懐している。
翌9月7日からすべての仕事を休止。この会見が入院後に放送された収録済みの番組を除くと公の場に見せた最後の姿であり、結果的には9月4日に収録した『いつみても波瀾万丈』（ゲスト：蔵間竜也）が、当時のレギュラーでは最後の仕事となった。東京女子医科大学病院に入院しての本格的な闘病生活に入り、9月16日に13時間にも及ぶ大手術を受けた。
手術後は歩行訓練を行ったり、お粥などの流動食から好物のたこ焼きを食べるなど、経過は良好だった。10月1日にはかつてキャスターを務めた『スーパータイム』スタッフ宛にメッセージを送り、安藤優子が読み上げた。10月8日に太郎が留学先のボストンから一時帰国すると、病室を訪れた様子が週刊誌等のメディアで報道され、回復ぶりがアピールされた。

### 死去
ところが、手術から1か月が経過していた10月23日、突然激しい腹痛を起こし、食べ物を嘔吐した。この日は一時帰宅日であったが、その後の検査結果が腸閉塞と判明したために中止となった。これにより、普通食禁止の絶対安静となり、絶食状態を余儀なくされたため高栄養の点滴をつけられたが、逸見は徐々に衰弱していった。その状態にもかかわらず、11月上旬から抗癌剤の投与が開始され、副作用の影響から日頃の表情豊かであった逸見とは程遠い状態に陥った。
激しい吐き気を催して意識が朦朧となり、うわ言を発するなど日に日に病状は悪化していった。体重が50kgを下回っていた12月16日には、再検査で腸にも転移した癌が見つかった。主治医は、12月1日に「ご主人の体に再びメスを入れる事はこれ以上不可能。残念な話ですが、年を越せるかは厳しい状況です」と家族に宣告。
12月24日、意識不明の危篤状態に陥る。翌12月25日午後0時47分、家族らが見守る中、末期のスキルス胃癌・再発転移による癌性悪液質のため、東京女子医科大学病院で死去。48歳没。戒名は、誠實院温譽和顔政孝居士（じょうじついんおんよわげじょうこうこじ）。最期の言葉は朦朧とする意識で言った「三番が正解です」だったとされる。しかし、死去発表時の内容・弔問の様子が記された翌26日朝刊の紙上では、見舞いに来た親族に対して言った「もういいから帰れ」という言葉を最後に容体が急変し、危篤状態になったとされている。

#### 手術についての賛否
結果的に癌の再発を根治することはできず、胃壁の中に広がる特殊な進行癌という特質上、死後「末期の状態であったにもかかわらず、なぜ大手術を受けた（受けさせた）のか」「クオリティ・オブ・ライフを無視した手術だった」といった疑問・批判の意見が多数あがった。
当時の医学水準での意見として、手術も抗癌剤投与も行わず処置した方が、苦しむこともなく1年程度は長く生きることができたとの見方もあった。
一方では腸閉塞を防ぐため、中・長期的な生存のためには、このような大手術が必要であったという見方もあり、賛否両論がある。
また、THE TIMERSが、医師が逸見に抗がん剤を使用した事を批判する「イツミさん」という歌をアルバムに載せている。

### 死後

#### 通夜・告別式
新宿区にある千日谷会堂で12月26日に通夜が、12月27日に葬儀・告別式がしめやかに営まれた。出棺後、TBS（先代の本社屋、後の赤坂メディアビル）→テレビ朝日（当時のアークヒルズ本社）→テレビ東京（当時の虎ノ門本社）→NHK放送センターを周り、告別式の後は、フリー転身後に最初の他局レギュラー番組を持った日本テレビ（当時の麹町本社）、そして最後に古巣のフジテレビ（当時の河田町本社）を経由したのち、午後5時20分、落合斎場で荼毘に付された。棺には、ゴルフウェアを着せられた遺体と共に、愛の「たくさんのカエルコールをして欲しい」という願いから大量のテレホンカード、『平成教育委員会』で着た学級委員長の制服（複数あり、一部は自宅に保管されていた。）も一緒に納められ、死化粧はIKKOが施した。
遺影は、自身が司会を務める予定であった『平成初恋談義』のPRや番宣ポスターなどに使用するために撮影されたものである。
墓所は、東京都世田谷区の伝乗寺。

#### 芸能界関係者の反応
初代キャスターを務めた『FNNスーパータイム』では、逸見の訃報をトップ項目として扱い、その死を悼んだ。この時訃報を伝えたのは、逸見の13期後輩にあたる山中秀樹であった。『FNN NEWSCOM』の土曜版でも訃報をトップ項目として扱い、逸見の15期後輩にあたる牧原俊幸が訃報を伝え、14期後輩にあたる向坂樹興が生い立ち等のVTRナレーションを担当した。また、『NNNニュースプラス1』でもトップ項目で取り上げた。
告別式の営まれた12月27日には、露木茂が『スーパータイム』でニュースを読み上げた。露木は癌を公表した記者会見の後、本番前の露木の元へ挨拶に来た逸見に「掛ける言葉が見つからなかった」というエピソードも明かしている。安藤優子は葬儀の模様をレポートし、生放送中のVTR終了後に嗚咽した。また、亡くなる前夜、危篤の一報を『NEWSCOM』で伝えた木村太郎は、逸見に最後のエールを送っている。
また、亡くなった直後に日本テレビで放送された『夜も一生けんめい。』では急遽内容を変更して放送。入院に際して同番組の司会を引き継いでいた徳光和夫は、CM中にスタジオの隅で号泣していたとされ、後に報道陣に向けてのインタビューでは「遺影を前にして、お別れの言葉なんてとても言えなかった…」と涙を流している。『クイズ世界はSHOW by ショーバイ!!』で司会者として共演した渡辺正行と電話を繋いだが、渡辺はショックのあまり嗚咽を漏らし続けながら慟哭し、終始声にならない声で心境を語った。
さらに、逸見のレギュラー番組だった『クイズ世界はSHOW by ショーバイ!!』、『平成教育委員会』、『いつみても波瀾万丈』でも追悼特番を放送した。『平成教育委員会』は死去当日が放送日であったが、急遽追悼番組に切り替えられた。出演した天本英世は番組内で「自分の方が生き残ってしまった」、「人間は年老いた者から順番に死んでいくものなのに、逸見さんはあまりにも早過ぎた」ことや「日本人はいかんですね。国から会社から社会から、すべてが狂ってますね。忙しいことがいいことなんて、とんでもない間違いです。芸能人も毎日多忙なのが良い俳優・タレントだなんて、あまりにも馬鹿げてますよ。自分自身のことをもっと考えなきゃね。会社のためとか国のためとか、そんなもの絶対ダメですよ。『平成教育委員会』なんか春に越真一プロデューサーが32歳で自殺したんですからね。（逸見を入れると）これで2人目ですよ。僕は今後あんなもの（『平成教育委員会』の番組）に、ケラケラ笑って出たくないです」、「『仕事が趣味』だって言うのは可笑しいです。やっぱり体調が悪ければ、断らなきゃダメなんですよ。やっぱり（彼は）サラリーマン的な人だったんでしょうね」等と、終始憤慨しながら発言。天本は言葉通り、以降『平成教育委員会』には一切出演しないまま、2003年3月23日にこの世を去った。『3時のあなた』で共演した坪内ミキ子は「それはでも、（誰だって）そういうことはありますよ。きっと（周りから）やらされているわけではなくて、自分が楽しんでやってらっしゃったから、つい忙しくなっちゃったんでしょうけど…」。また、『FNNスーパータイム』で共演した長田渚左も「断れないっておっしゃっていましたからね。趣味が他になくて、仕事が楽しくて、いろんな部分の自分を出せる。だから（天本さんのおっしゃることは）その通りなんでしょうね…」、「それが（人生の）スローガンだと思いますね。人はみんな、そういう風に思うので、次から次へどうしようもなくなっちゃっていく状況は見えますから…」。『平成初恋談義』司会の板東英二と森口博子は収録の途中から追悼特番に出演し、森口は涙ながらに「『平成初恋談義』のスチール撮りをやったときに、いつも周りのことを気遣ってくれる方で、「お体は大丈夫ですか?」という言葉がすごく印象的で、病室にお手紙を出したんですけど、きっと戻ってきてくださると思ってたので、今日（12月25日）のこの収録の前に亡くなられたって聞いてとても辛かったですけど…」。板東も「僕はご無理を言って逸見さんに土曜の朝の番組に遊びに来てくださいって言ったら喜んで来てくださって、そして（番組終了後に）いっしょに飛行機で「東京だったらいっしょに行きましょう」って大阪の空港で「人間って忙しいほうが幸せだね」っておっしゃってましたから、本当にお元気でしたから、ちょっと忙しすぎたんですかね。それにもまして僕、でもね、訃報を聞いて、内心でも、ホッとしたんですよ。きっと痛かったんだろうしね。辛かったんだろうし、自分だけじゃない体でみんなで癌の人も、僕はなんか、きっとあの人のことだから、自分さえ頑張れば、みんなもっていうそういう人ですからね。この人はアホやから、ほんとにもう、いらんことばっかり（言う人だから）。でも、今日、博子ちゃんと一緒に（収録に参加して）ほんとちょっと辛い日で、逸見さんの番組でしたから、皆さんにご覧いただくときに、逸見さんが亡くなったからほんと、よかったと思いますよ。このままずっと痛い思いをして、何日も何日もってそんなには頑張れませんよ。人間なんて、かえってもう、逸見さんにとっては今いちばんホッとなさって幸せなんでしょうね。やっぱり人間どこかで休まなきゃいかんですから、きっとひと息入れたんでしょう」とそれぞれコメントした。
BIG3として共演が多かった明石家さんまは「逸見さんがテレビで癌を告白したとき、『この人はもう2度と帰ってこれないだろうな』と正直思いました。正直ね…」と、すでに逸見の死を覚悟していたと言う。加えて『クイズ世界はSHOW by ショーバイ!!』にレギュラー出演していた高田純次は、癌告白の会見から死去するまでの約3か月間半が「あっという間だった…」と無念の胸中を語っている。さらに『なんてたって好奇心』で同時出演していた西田敏行は「なんで良い人ばかり逝っちゃうんですかね…残念です」と絶句。そして『いつみても波瀾万丈』で共演した野際陽子も「（番組で共演してから）まだ半年も経たない内に、まさかそんなに早く。絶対戻ってくると信じていたのに…」と言葉を詰まらせた。
逸見が解答者として出演した1993年春の『オールスター感謝祭』にて、総合司会の島田紳助は、春先に手術を受けていた逸見の本当の病名を知らずに、番組本番中に解答者席に座っていた逸見に向かって「実は癌なんです」「もうすぐ死にますよ」など冗談を言い放った。その後、紳助は自らの冗談が本当だったことに驚きながらも「やっぱりな」と感じたという。亡くなった日の夜に紳助はインタビューで「癌という重病を抱えているのに何で仕事してたんですか。ドアホですよ、逸見さんは」と泣きながらコメントを述べていた。
また、ナンシー関は「他の芸能人の時とは違い、まるで自分の親戚が死んでしまったかのような気持ちになった」と逸見の死を悼んだ。他にも、同じ関西出身者という共通点から何度も番組で共演していたダウンタウンの2人も、「逸見さんには本当によくしていただき、感謝しています」と、涙ながらに語った。『夜も一生けんめい。』等で共演した美川憲一も「クリスマスの日に逸見さんが亡くなるなんて…だから一生、忘れられないわね」と沈痛な表情を浮かべている。TBSで葬儀の模様を中継した特別番組（『スーパーワイド』のタイトル差し替え）でも、2期上の先輩だった司会の宮崎総子や葬儀場からリポートした同期の竹下典子が故人を惜しむコメントを残した。
ビートたけしは告別式にて、参列者席で号泣しており、隣席の山城新伍に「こんなにこたえることはないね…」と語ったという。前述の通り、自身にとって思い入れの番組だった『平成教育委員会』と『クイズ世界はSHOW by ショーバイ!!』で立ち上げから長らく共演し、親友であり続けたたけしと山城は、1993年初頭の手術の際、実は癌であったことを本人からそれぞれ伝えられたと告白している。記者会見の前日、癌の再発で再入院する事実を告げられたたけしは、その日から告別式の日まで一切酒を断ち、告別式では「いい人ばかり先に死んじゃうんだ。俺がもっと悪いことを教えてあげれば良かった」と涙ながらに語った。1997年9月に『平成教育委員会』は最終回を迎えたが、番組終了時の記者会見でたけしは「逸見さんと最後までやりたかった。それが心残り」と述べている。
告別式の弔辞は、三木プロの三木治社長、松倉悦郎、山城新伍が読み上げた。

#### その後
先述の世田谷の豪邸の竣工後、わずか1年余りで逸見が死去（逸見自身は新居に9か月余りしか居住できなかった）したため、残された家族には12億円とされるほぼすべてのローンに加え、年400万円とされる固定資産税や月10万円以上の光熱費が重く圧し掛かることになった。妻の晴恵が預貯金や生命保険等、ありとあらゆる現金をかき集めたところ7億円集まったが、それでも5億円の借金が残った。太郎らは自宅を処分することを提案したが、晴恵は頑として聞かなかったという。晴恵は「オフィスいっつみい」を立ち上げその社長に就任、エッセイの執筆や講演会などで借金を返し続けたが、2010年に子宮癌で病死。太郎によると、晴恵の生命保険で全額返し終えたという。また、晴恵の友人からは「晴恵さんはあの家に殺されたのよ」と面と向かって言われたという。現在は、太郎と太郎の家族（妻と息子）、愛が住んでいる。

## 逸話
- 「アナウンサーの仕事の中で一番好きな仕事は何か?」と質問された逸見は「インタビュー」であると答えている。実際に『夜も一生けんめい。』や『いつみても平平凡凡』など、トーク番組の司会の仕事経験から「同じインタビューでも、タレントの聞き方とアナウンサーの聞き方はまったく違う自負がある」と発言。また、「『夜も一生けんめい。』で下手な歌を歌っていられるのも、その前のトークパートではきちんと仕事をしているという自信があるからだ」とも発言している。逸見は「自然体だが鋭く切り込んでいく」スタイルのインタビューを理想としていた。自らが取材やインタビューをする立場を経験していることもあり、逆に取材やインタビューを申し込まれた時には、極力受けるようにしていたという。ただし、インタビューへの思い入れの強さもあってか、特に若手の記者・インタビュアーへの評価はかなり厳しかった[2]。
- 一般的に「マジメ」と思われていた逸見だが、著書『新版 逸見政孝 魔法のまじめがね』では、山城新伍とビートたけしの親友2人が揃って「マジメだとは思わない」と述べた。山城は「必要以上に人に気を遣う人。良しにつけ悪しにつけテレビ人間と思える節がある。もう少し無責任になった方がいい」と述べた。また、直接「もう少し悪人になってもいい」とアドバイスしたこともあるとし、本人は笑って否定したという。たけしは「逸見さんみたいな人は、今だからマジメと言われるだけで、昔なら不マジメ。昔は一つのものに集中する人がマジメだったが、逸見さんは色んなことに夢中になっているからね」と述べている。
- プライベートでは亭主関白でも知られ、それにまつわるエピソードも数多く残されている。菓子問屋が空襲で焼失し、銀行に再就職するまで虚脱状態になっていた父と缶詰工場で手を火傷まみれにしながら働く母の背中を見て「長男である自分がしっかりしなければ」と思ったのが昔気質な性格を形成した。また、短気な性格と妥協を許さない仕事熱心な姿勢もあって、番組の共演者やスタッフと口論することも珍しくなかった[24]。
- NHK連続テレビ小説『青春家族』に俳優として出演した。同ドラマで逸見が演じた岩井一之は、アメリカに永住してビデオレターを送ったりもしたが、アルコール依存症で途中帰国するという役設定だった。この役柄設定は、酒飲みだった三木プロダクションの三木豊常務をモチーフにしたものである[10]。
- 『NHK紅白歌合戦』の司会を目指していた[25]。なお実際、1991年前後には紅白の白組司会の候補に挙がっていたとされる[注 23]。
- 前述の通り、アナウンサーとして多忙な中、結婚式の司会を数多くこなした。最後に司会を務めた三浦知良・設楽りさ子夫妻の結婚式では、逸見本人の強い希望で高田純次とペアを組んだ[26]。一方、フジテレビ時代には休日に司会のアルバイトを詰め込んで体を壊したこともあり、先輩の岩佐徹は「この時の働きぶりが早すぎる死を招いたのではないか」と指摘している[24]。
- 几帳面ゆえに自他共に時間厳守を重んじた。例えば、逸見とのプライベートのゴルフで一緒にラウンドする予定だった者が断りもなく遅刻してきた時には、逸見はその者とプレー中一切口を利かなかっただけでなく、以降その者を二度とゴルフに誘わなかったという[27]。また、取材や番組収録に向かうため、テレビ局が手配したタクシーに乗っていても、道路渋滞で「約束の時間に遅れてしまう」と判断すると、すぐに乗り捨てて鉄道に乗り換えることがしばしばあったという[28]。

## 逸見に関するテレビ放映
1993年9月6日15時から行われた「癌告白会見」は日本テレビ系『ザ・ワイド』、TBS系『スーパーワイド』、フジテレビ系『タイム3』で生中継され、大きな反響を呼んだ。
3番組の合計視聴率は30%を超え、3番組の前4週間の合計平均20%台前半を大幅に上回った。この3番組のうち、『ザ・ワイド』と『スーパーワイド』は約30分の会見の全編を途中CM挿入なしで完全中継した。特に『スーパーワイド』は当初全編放映の予定ではなかったにもかかわらず、会見の開始後に急遽全編放映に切り替えたという。
逸見が死去した12月25日の午後（12時47分の死去の直後）には、日本テレビとフジテレビで緊急追悼番組が放送された。いずれも高視聴率を記録し、視聴者からの強い関心を集めた。
まず日本テレビが13時42分から13時55分に『全日本仮装大賞クリスマス特選集』と題された第40回大会（本放送は同年9月30日）の再放送を全作品の披露が終了した時点で打ち切り（表彰以降は未放送）、『緊急!逸見政孝さん壮絶ガン死!』を放送。視聴率は2桁に達した。
引き続き日本テレビは15時30分から16時25分に『大病気バラエティー』を差し替えて同タイトルの番組を放送。こちらは20%近い視聴率を記録した。なお、『大病気バラエティー』は高嶋ひでたけの持ち込み企画（司会も兼任）であったが、後日改めて放送されることなく、お蔵入りとなった。
さらにフジテレビでも18時30分から19時54分に『幽☆遊☆白書』『平成教育委員会』を差し替えて『追悼・衝撃のガン告白から110日…逸見政孝さんついに逝く』を放送し、30%に迫る視聴率を記録。そして日本テレビも19時から19時54分に『なんだろう!?大情報!』を差し替えて『逸見政孝さん追悼・逸見さん安らかに…あなたの笑顔をいつまでも忘れません』を放送し13時台の放送を上回る視聴率を記録した。なお、日本テレビではその後の『夜も一生けんめい』と翌日の『波瀾万丈』も生放送の追悼企画に差し替えた。クロスネット局のうち、テレビ宮崎はフジテレビ、テレビ大分と鹿児島テレビは日本テレビ側の追悼特番を同時ネットしていた。
19時台には上記2局で逸見の緊急追悼番組が放送される運びとなり、より多くの視聴者からの関心を集めることになった（視聴率はいずれもビデオリサーチ社・関東地区調べ）。
一周忌に合わせて日本テレビでは1994年12月20日に『逸見政孝・メモリアル 特別番組』を21時03分から22時54分に放送。『いつみても波瀾万丈』の司会を引き継いだ福留功男と永井美奈子が進行役となり、『クイズ世界はSHOW by ショーバイ!!』からは渡辺・山城・高田（馬場と野沢直子はVTRコメントで出演）と逸見から司会を引き継いだ福澤朗、『夜も一生けんめい。』からは徳光（美川はVTRコメントで出演）、『いつみても波瀾万丈』からは寛平がそれぞれ出演し、加えてフジテレビの後輩である寺田理恵子・有賀さつき・河野景子、ゴルフ番組で共演した湯原信光も出演した。この他、VTRで上記3名に加えて堺正章、森口博子、古舘伊知郎、三波春夫、大橋巨泉、和田アキ子、島田紳助もコメントを述べた。前半は『クイズ世界はSHOW by ショーバイ!!』『夜も一生けんめい。』『いつみても波瀾万丈』及び『いつみても平平凡凡』の総集編を、終盤には『いつみても波瀾万丈』のメインコーナーだった「波瀾万丈伝」の逸見版を放送した。この特番は20%を超える視聴率を記録した（ビデオリサーチ社関東地区調べ）。
癌告白会見直前の1993年7月23日に『金曜エンタテイメント』で放送された『人間ドキュメント 石原裕次郎物語』では逸見がナビゲーターを務めたが、奇しくも一周忌が迫った1994年12月23日に、同じ『金曜エンタテイメント』にて、逸見自身の生涯、及び闘病生活を描いたドラマ『人間ドキュメント 逸見政孝物語』が放送され、三田村邦彦が逸見を演じた（この他の出演者は、妻・晴恵役に坂口良子、長男・太郎役に河相我聞、長女・愛役に田中有紀美。脚本：信本敬子、演出：上川伸廣）。

## 出演

### テレビ番組

#### フジテレビ系
報道・情報番組（フリー後も含めて）
| 期間           | 期間          | 番組名                  | 役職       | 担当日     | 備考                                                                                         |
| -------------- | ------------- | ----------------------- | ---------- | ---------- | -------------------------------------------------------------------------------------------- |
| 1973年5月14日  | 1974年4月30日 | 3時のあなた             | 司会       | 月・火曜日 |                                                                                              |
| 1974年5月9日   | 1977年3月31日 | 3時のあなた             | 司会       | 木・金曜日 |                                                                                              |
| 1976年10月     | 1978年10月1日 | FNNテレビ土曜・日曜夕刊 | キャスター | 休日       |                                                                                              |
| 1977年4月1日   | 1977年5月27日 | 3時のあなた             | 司会       | 水～金曜日 |                                                                                              |
| 1977年5月31日  | 1978年3月31日 | 3時のあなた             | 司会       | 水・金曜日 |                                                                                              |
| 1978年4月5日   | 1978年9月28日 | 3時のあなた             | 司会       | 水・木曜日 |                                                                                              |
| 1978年10月2日  | 1984年3月30日 | FNNニュースレポート6:30 | キャスター | 平日       | 18時台後半のローカルニュース番組として放送                                                   |
| 1984年4月2日   | 1984年9月21日 | FNNニュースレポート6:00 | キャスター | 平日       | 番組終了まで1週間は、報道部（当時）の竹内貞男が担当                                          |
| 1984年10月1日  | 1989年3月31日 | FNNスーパータイム       | キャスター | 平日       | 1985年4月よりスポーツコーナーのパートナーキャスターを兼務、番組降板まで1年はフリーとして出演 |
| 1986年10月16日 | 1988年3月     | なんてったって好奇心    | 司会       | 木曜日     | 同局退社に伴い降板し、司会は西田敏行、江本孟紀と交代                                         |

バラエティ・特別番組など（フリー後も含めて）
- 金メダルへのターン! 39話（1971年4月1日） - 水泳実況のアナウンサー 役
- ミラーマン 第12話「出たっ! シルバークロス」（1972年2月27日） - ニュースキャスター 役
- ダイヤモンドグローブ（フジテレビのプロボクシング定期中継）
- プロボクシング世界タイトルマッチ（輪島功一、門田恭明など）
- フジテレビバレーボール中継（主に春高バレー実況）
- 夕やけニャンニャン（1985年4月 - 1987年8月、報道センターでのニュース予告担当）
- THE 地球CONCERT LIVE AID（1985年7月13日 - 14日） - フジテレビ側スタジオ司会
- アナウンサーぷっつん物語（1987年） - 本人役として準レギュラー
- オレたちひょうきん族
- 夜のヒットスタジオDELUXE（1985年12月18日） - 古舘伊知郎の代理司会
- 新春かくし芸大会 （1986年 - 1988年、1990年、1993年）- 高橋圭三の後任
- タモリ・たけし・さんまBIG3 世紀のゴルフマッチ（1988年、1989年、1991年 - 1993年）
  - 初代司会者。1988年 - 1989年は『タモリ・たけし・さんま世紀のゴルフマッチ』という番組名だった。
- いつみ・加トちゃんのWA-ッと集まれ!!（1988年4月17日 - 9月25日）
- 加トちゃん逸見のクイズスターの素顔ウラ顔（1988年 - 1991年）
- スターと対抗! 家族カウントダウン（1988年10月2日 - 1989年4月16日）
- 世界の常識・非常識!（1990年4月15日 - 1991年11月3日）
- FNS1億2,000万人のクイズ王決定戦!（1990年 - 1993年） - 初代司会者
- たけし・逸見の平成教育委員会（1991年10月19日 - 1993年12月4日）
- FNS大感謝祭（1991年、1992年）
- FNSの日
  - 1992年、1993年の『平成教育テレビ』の総合司会。この時に『スーパータイム』の特別版『FNNスーパータイムSPECIAL』のキャスターを務めている。また、『FNSスーパースペシャルテレビ夢列島』（1987年 - 1991年）にも出演。
- 金曜エンタテイメント
  - 人間ドキュメント 石原裕次郎物語（1993年） - ナビゲーター
- 平成初恋談義 - 1993年10月からスペシャル番組からレギュラー番組に昇格し、スペシャル時代から続けて森口博子と共に司会を務めるはずだったが、癌闘病のため代役で板東英二が務めることになった。

#### 日本テレビ系
- クイズ世界はSHOW by ショーバイ!!（1988年10月12日 - 1993年9月8日、休業期間は暫く代理司会が続き、その後福澤朗が司会を引き継いだ）
- 夜も一生けんめい。（1990年4月7日 - 1993年9月25日、徳光和夫が司会を引き継いだ）
- スーパークイズスペシャル（1990年春 - 1993年春、板東英二が総合司会を引き継いだ）
- いつみても平平凡凡（1991年4月7日 - 1992年3月15日）
- いつみても波瀾万丈（1992年3月22日 - 1993年9月5日、福留功男が司会を引き継いだ。逸見が生前司会を務めていた番組の中では最後まで放送されていた番組で、2008年9月終了）
- 木曜スペシャル「決定版！！これが宜保愛子の霊能力だ！」（1991年7月4日）- 司会

#### TBS系
- パパはニュースキャスター お正月スペシャル（1989年1月2日） - 本人役（田村正和が演じる主人公・鏡竜太郎のよきライバルとして、フジテレビのニュース番組のキャスターという設定）
- クイズ日本昔がおもしろい（1989年4月 - 1991年3月）
- スーパーものまね!! オールスター大合戦（第1回：1990年4月8日）
- TBS40周年 宇宙プロジェクト特番「日本人初!宇宙へ」感動！打ち上げ全中継！ EARTH LOVE」（1990年12月2日）
- 逸見のその時何が!（毎日放送制作、1993年4月13日 - 9月12日）

#### テレビ朝日系
- 逸見の情報案内人・素敵にドキュメント（朝日放送制作、1989年 - 1992年9月25日）

#### テレビ東京系
- 湯原・逸見のゴルフ苦楽部（1989年 - 1991年）

#### NHK
- 連続テレビ小説「青春家族」（1989年、NHK総合テレビ） - 岩井一之 役
- NHK衛星第2テレビジョン オープニングスペシャル（1989年、NHK-BS2）
- クイズ・太平洋（1992年12月28日） - 司会[35]

### 映画
- コミック雑誌なんかいらない!（1986年）
- おニャン子ザ・ムービー 危機イッパツ!（1986年）

### CM
- シュガーレディ（妻・晴恵と共演）
- 旭ホームズ
- マツダ（西ドイツ顧客満足度No.1編）
- HOYA（長女・愛と共演）
- 明治生命（現明治安田生命）
- ダスキン（創立30周年記念CMにさだまさしと共演。逸見が生涯最後に出演したCMでもある）
- PCエンジンワールド（PCエンジン用のプロモーションビデオにナレーションとして出演）

## 書籍
- 逸見政孝『マジメまして逸見です』フジテレビ出版、1985年12月。ISBN 978-4-8935-3068-4。
- 逸見政孝『素敵します 新装開店 いっつみいさん』講談社、1988年5月。ISBN 978-4-0620-3889-8。
- 逸見政孝『逸見政孝 魔法のまじめがね ブラウン管は思いやり発信局』ネスコ、1989年4月。ISBN 978-4-8903-6765-8。
- 新版 逸見政孝 魔法のまじめがね ブラウン管は思いやり発信局（逸見政孝、1993年）
- 逸見政孝『ガン再発す』逸見晴恵 補筆、廣済堂出版、1994年2月。ISBN 978-4-3315-0434-5。 - 同文庫版 1995年 角川文庫

## 音楽作品

### シングル
- 眼鏡をはずした恋（1986年10月21日、ポニーキャニオン、作詞：秋元康 / 作曲：見岳章 / 編曲：瀬尾一三 ） - デビュー曲
  - B面「あれはたしか青春」（作詞・作曲・編曲者、同上）
- 流星のごとく（1990年8月21日、ビクター、作詞・作曲・編曲：東京バナナボーイズ） - マツダ 西ドイツNo.1キャンペーンCFソング
- ナイスチョット（1991年、パイオニアLDC、作詞：長戸大幸 / 作曲：織田哲郎） - 「夜も一生けんめい'S」名義。杉本彩とデュエット